# Opsada Yorktowna
Opsada Yorktowna je jedna od odlučujućih pobjeda američko-francuske vojske u Američkom ratu za neovisnost. Napad na Yorktown su predvodili general George Washington i general De Rochambeu protiv Britanskog zapovjednika Lorda Cornwallisa koji je bio utaboren u Yorktownu. Predaja Cornwallisove vojske kod Yorktowna navela je Britance da počnu pregovore s Amerikancima i direktno utjecala na kraj rata.

## Pozadina
Kada se general de Rochambeau susreo s generalom Washingtonom u Wathersfieldu odlučili su napraviti strategiju protiv Britanaca. Složili su se da bi bilo najbolje napasti New York u kojem se utaborila britanska vojska od 10 000 ljudi vođena s generalom Henryjem Clintonom.
Dok su Washington i de Rochambeu smišljali planove za napad na New York general Lafayete je saznao da se general Charles Cornwallis nalazi u Yorktownu. Cornwallis je imao vojsku od 7 000 ljudi s kojom je dominirao jugom te se je vratio u Yorktown po namirnice i zalihe za svoje vojnike. General Nathaneal Greene se složio s Lafayeteom da bi predaja Cornwallisove vojske označila kraj rata te je žurno krenuo informirati Washingtona.
Dana 19. srpnja 1781. George Washington je saznao za vojsku Charlesa Cornwallisa te je odlučio krenuti iz neosvojena New Yorka u Yorktown. Spojio je vojske s de Rochambeuom, Lafayetom i Generalom Nathanaelom Greenom te je krenuo na pohod u Yorktown.

## Bitka
Francuski admiral de Grasse je krenuo sa svojom francusko-američkom flotom od 89 brodova prema Virginiji (točnije britanskoj floti koja se približavala Yorktownu) kako bi zaštitio Washingtonovu vojsku koja se kretala prema jugu od britanskih napada s mora.
De Grasse je sa svojom flotom stigao u Cheaspeake bay u Virginiji gdje se sukobio s britanskim admiralom Thomasom Gravesom te ga je porazio s minimalnom štetom po svoje brodove.
Poraz u Cheasepeake bayu je jedini veliki poraz britanske flote koja se gradila kroz nekoliko stoljeća te je imala nedvojbenu nadmoć na svim ostalim flotama.
Dana 28. rujna 1781. Washington je stigao u Yorktown s francusko-američkom vojskom od 17 000 ljudi te je automatski zapovjedio opsadu Yorktowna. U tom sukobu Washingtonova vojska je bila mnogo nadmoćnija te je grad bio brzo okupiran i pod teškom paljbom.
Cornwallis je, shvativši da ova opsada neće trajati dugo, poslao poruku Henriju Clintonu u New York. Clinton je obećao kako će poslati pojačanje od 5000 ljudi, no dok je to "pojačanje" stizalo francusko-američka vojska je ulazila unutra. Dana 11. listopada saveznici su nadošli manje od pola kilometara nadomak Britancima. Dan kasnije saveznici su zauzeli većinu važnih točaka u gradu te je Cornwallis shvatio u kakvoj je nevolji, no obećano pojačanje nije stizalo. Nakon zauzimanja tih važnih točaka stegao se obruč oko Cornwallisove vojske.
Dok su saveznici utvrđivali svoje položaje Cornwallis je saznao da će pojačanje iz New Yorka kasniti te se je odlučio na očajnički potez. U noći 16. listopada je odlučio napasti francuske utvrde u Yorktownu kako bi dobio na vremenu prije već sve bližeg pada Yorktowna. No taj napad nije uspio te su ga Francuzi odbili s lakoćom.
Pošto je Cornwallis uvidio da ovaj otpor više nema smisla ponudio je predaju 17. listopada, koju su saveznici prihvatili 19. listopada.  Oko 7 000 britanaca postalo je američkim zarobljenicima.

## Posljedice
Pobjeda kod Yorktowna je bila sigurno jedna od velikih pobjeda u Američkom ratu za neovisnost. Nakon te pobjede britanski kralj George je počeo ozbiljno razmišljati o pregovorima s Amerikancima, što je i napravio 1783 kada su britanci potpisali ugovor Treaty of Paris kojim priznaju neovisnost SAD-a i bezuvjetno povlači sve vojnike iz SAD-a. No odmah nakon bitke britanci nisu prihvatili bezuvjetnu predaju, nego su sve svoje nade položili u još uvijek okupirani New York. No i ta mogućnost je pala u vodu jer su britanci imali vrlo ozbiljan manjak vojnika zbog predaje u Yorktownu i na kraju je ta pobjeda službeno proglašena krajem rata, no nekolicina bitaka je vođena i nakon nje. Mnogi povjesničari se dvoume je li to zaista bio kraj rata, no sigurno je da je bitka donijela veliki doprinos kraju rata i neovisnosti SAD-a

## Poveznice
- Američki rat za neovisnost

## Vanjske poveznice
- National Park Service history of the siege
- Order of battle at Yorktown
- The Role of the Spanish and Latin Americans in the Battle of Yorktown  Arhivirana inačica izvorne stranice od 31. ožujka 2009. (Wayback Machine)
- 1931 Army War College history  Arhivirana inačica izvorne stranice od 3. studenoga 2007. (Wayback Machine) of the siege